# Berthelsdorf (Wüstung)
Berthelsdorf ist eine im 14. Jahrhundert erstmals urkundlich erwähnte, wüstgefallene Ansiedlung im Bornwald zwischen Großolbersdorf und Lengefeld im mittleren Erzgebirge.

## Lage
Die genaue Lage des Ortes ist bis dato nicht durch Funde belegt worden, jedoch lässt sie sich anhand einer im Hauptstaatsarchiv Dresden befindlichen Holzordnung von 1560 sowie einer sich ebenfalls dort befindenden Karte von 1616 rekonstruieren. Demnach hat Berthelsdorf am heutigen Schwarzbach gelegen; als Flurgrenzen werden nördlich der Grenzbach, östlich der Lautenbach und südlich der Goldbach angenommen (a).
Das Areal lässt sich am günstigsten vom „Rastplatz der Freundschaft“ an der Bundesstraße 174 bei Großolbersdorf und von dort weiter zu Fuß über Waldwege erreichen.

## Beschreibung und Geschichte
Das Gebiet des Born-/Heinzewald war südlichster Zipfel des Hersfelder und Chemnitzer Klosterlandes. Um aus den klösterlichen Grundbesitzungen Erträge zu erwirtschaften, wurden sie an Feudalherren verlehnt, die diese besiedeln ließen.
Es ist anzunehmen, dass Berthelsdorf im Zusammenhang mit dem Landesausbau im Erzgebirge spätestens um 1200 entstanden war. Der Ortsname geht höchstwahrscheinlich auf einen Lokator – Vorsteher der Siedler – namens Bertold zurück.
Die Ersterwähnung des Ortes als Bertoldesdorph findet sich in einer 1369 datierten Urkunde für die Herren von Waldenburg über ihr Lehen Schellenberg.
In der genannten Karte von 1616 wird das Gebiet, in welchem der Ort lag, als Berthelsdorfer Wald bezeichnet. Ebenso findet sich für das Teilgebiet zwischen Schwarz- und Grenzbach die Bezeichnung Der Kirchhoff. Letzteres legt die Vermutung nahe, dass Berthelsdorf eine Kirche besessen hat. Allerdings ist die Angabe Kirchhof kein Hinweis auf einen Kirchenbau, sondern bezeichnete in frühneuhochdeutscher Zeit den christlichen Begräbnisplatz und ist in hiesiger Gegend ebenso die ältere Bezeichnung für Friedhof – ein Kirchhof musste demnach keinen Kirchenbau beinhalten.
Beruhend auf einer – allerdings erst nach 1900 nachweisbaren – Sage welcher zufolge von einem Schweinehirten im Kirchhofflügel eine Glocke aufgefunden, nach Krumhermersdorf und in dortiges Geläut integriert worden sein soll, könnte man die Existenz einer Kapelle auf dem Friedhof von Berthelsdorf vermuten. Als gesichert gilt, dass der Guss der ältesten und größten Glocke der Krumhermersdorfer Kirche aufgrund ihrer Spezifik (raue Oberfläche, ohne Inschriften) vor 1430 anzusetzen ist. Ebenso hingen vor 1805 drei solcher alten Glocken im Turm, eine zufällig aufgefundene Glocke würde in ihrem Klang wohl kaum zum bestehenden Klangbild passen. Falls es in Berthelsdorf Glocken gegeben haben sollte, so befindet sich mit großer Sicherheit keine von diesen in Krumhermersdorf.
Eine Mühle auf Berthelsdorfer Flur ist wahrscheinlich die Gern-Mül gewesen, welche am Zusammenfluss von Lauten- und Grenzbach lag. Wahrscheinlich war diese zum Entstehungszeitpunkt der Karte um 1600 nicht mehr existent, denn in ihr wird der Ort als bei der Gern-Mül bezeichnet.
Das Wüstfallen des Ortes ist vor 1452 einzuordnen. Nach 1420 müssen die von Waldenburg ihren Grundbesitz veräußern, Käufer sind die Wettiner. In einem Schiedsspruch über die Jagdreviere der Kurfürsten und der Herren von Waldenburg von 1452 ist lediglich der Bertilsdorfer Wald genannt, was den Rückschluss zulässt, dass der Ort zu dieser Zeit bereits wüst war.